# فرید بلملات
فرید بلملات (انگلیسی: Farid Belmellat؛ زادهٔ ۱۸ اکتبر ۱۹۷۰) بازیکن فوتبال اهل الجزایر بود.
از باشگاه‌هایی که در آن بازی کرده‌است می‌توان به باشگاه فوتبال اتحاد الجزایر و باشگاه فوتبال القبائل اشاره کرد.
وی همچنین در تیم ملی فوتبال الجزایر بازی کرده‌است.